# Bernhard Corneliusson
Bernhard Corneliusson (i riksdagen kallad Corneliusson i Kyrkosund), född 20 oktober 1866 i Grebbestad, död 12 april 1942 i Tjärnö församling, var en svensk lantbrukare och högerpolitiker.
Corneliusson var verksam som lantbrukare på Koster samt innehade flera kommunala uppdrag, han var bland annat ordförande i kommunalnämnden och ledamot i taxeringsnämnden. Han var ledamot av riksdagens andra kammare från 1919, invald i Göteborgs och Bohus läns valkrets. Han motionerade om kustbefolkningens angelägenheter, t ex lönerna vid lots- och fyrstaten samt tullsatserna för hummer och kokta räkor.